# 蕭方諸
蕭 方諸（しょう ほうしょ、537年 - 552年）は、南朝梁の皇族。貞恵世子。字は智相。

## 経歴
湘東王蕭繹の次男として生まれた。母は王夫人。幼くして聡明で広く学問し、『老子』や『易経』に明るく、老荘を語るのを得意とした。風采が清らかで俗風を脱しており、語り口も能弁で人を動かすものであったため、特に蕭繹に愛され、母の王氏もまた寵愛を受けた。太清3年（549年）6月、異母兄の蕭方等が敗死すると、蕭繹は「廃すところもないので、どうして興すところがあろうか。おまえの兄のことは覚えていてはいけない」と方諸に言った。方諸は中撫軍将軍に任じられ、蕭繹を補佐した。
太清4年（550年）9月、郢州刺史となり、江夏に駐屯し、鮑泉に州の事務を代行させた。蕭繹は徐文盛に軍を率いて東下させ、侯景の部将の任約と対峙させたが、決着がつかなかった。方諸は徐文盛が近くにいるのに安心して、軍事や行政を気にかけず、日がな鮑泉と酒を呑んでは楽しんでいた。太清5年（551年）4月、侯景がこのことを知ると、部将の宋子仙に軽騎数百を与えて、間道から郢州を襲撃させた。ときに風雨のため薄暗く、宋子仙がやってきたことを民衆が知らせたが、方諸と鮑泉はなおも信じず、「徐文盛の大軍が下流にいるのに、賊軍がどうしてやって来れるのか」と言った。ようやく閉門を命じたが、反乱軍の騎兵はすでに城内に侵入しており、まもなく城は陥落した。方諸は宋子仙に捕らえられて、建康に連行された。
太清6年（552年）3月、王僧弁の軍が蔡洲まで東下してくると、方諸は侯景の命により殺害された。侍中・大将軍の位を追贈された。諡は貞恵世子といった。

## 伝記資料
- 『梁書』巻44 列伝第38
- 『南史』巻54 列伝第44